# Praefectus Aegypti
A praefectus Aegypti – teljes nevén praefectus Alexandreae et Aegypti Egyiptom császári helytartója volt a Római Birodalomban.

## A tisztség létrejötte
Augustus i. e. 30-ban hódította meg Egyiptomot, amely addig Antonius és VII. Kleopátra uralma alatt állt. i. e. 27-ben megosztozott a szenátussal a birodalom provinciáinak irányításában, és ennek során Egyiptom a princeps kormányzása alá került. Augustus távol akarta tartani a szenátori rendet Egyiptomtól, ezért élére nem szenátori rangú legatust állított maga helyett tényleges helytartóként, mint a többi császári provincia élére, hanem lovagrendi praefectus. Ez a helyzet a római uralom végéig fennállt. Septimius Severus idején Mesopotamia került hasonló státusba a praefectus Mesopotamiae irányítása alatt.

## Jogköre
Az Augustus idején hozott törvény a „proconsulhoz hasonló imperiumot” biztosított a számára, ami jogilag lehetővé tette számára, hogy legiókból álló hadsereg élén álljon főparancsnokként, ami egyébként szenátori rangot követelt volna. Augustus idején három legio állomásozott Egyiptomban, majd kettő, Traianus idején három, később pedig egy. Az egyes legiók élén praefectus legionisok álltak a más provinciákban szokásos legatus legionisok helyett, hogy rangjuk ne haladja meg a főparancsnokét.
Bíráskodási joga kiterjedt a római és az egyiptomi jog alapján az egyiptomi alattvalókra is.
Más császári provinciákban a gazdasági és pénzügyeket procuratorok irányították, Egyiptomban azonban a praefectus tisztsége ezt is magában foglalta.

## Rangja
70-ig a praefectus Aegypti a lovagi cursus honorum csúcsát jelentette, azaz ez volt a legmagasabb tisztség, amelyet egy római lovag elérhetett a birodalomban. Ezután a praefectus praetorio és a praefectus annonae rangban megelőzte és így a harmadik helyre került. Presztízse hasonló volt a legmagasabb szenátori tisztségek a consulok és proconsulok presztízsével. Antoninus Pius idejétől előfordult néha, hogy szenátori rangú személyt neveztek ki praefectusnak.
A császárok magukat a fáraók utódának tekintették, és személyes képviselője, a praefectus is királyi tiszteletben részesült.
A praefectus Aegypti a legmagasabb lovagi fizetési osztályba, a trecenariusok közé tartozott, azaz évi 300 ezer sestertius volt a jövedelme.
Titulusa Nero idejétől vir egregius (kratisztosz), 185-től, de különösen Aurelianustól Constantinusig vir perfectissimus (diaszémotatosz) volt, majd a lovagoknak a szenátori rendbe való átsorolása miatt vir clarissimus (lamprotatosz) volt.

## Helytartók listája
| Évek              | Helytartó                              |
| ----------------- | -------------------------------------- |
| i. e. 30–26       | Gaius Cornelius Gallus                 |
| i. e. 26–24       | Aelius Gallus                          |
| i. e. 24–21       | Gaius Petronius vagy Publius Petronius |
| ?? – i. e. 12     | Publius Rubrius Barbarus               |
| i. e. 7 – i. e. 4 | Gaius Turranius                        |
| 2–3               | Publius Octavius                       |
| 3–10              | Quintus Ostorius Scapula               |
| 10–11             | Gaius Iulius Aquila                    |
| 11–12             | Lucius Antonius Pedo                   |
| 12–14             | Quintus Magnus Maximus                 |
| 14–15             | Lucius Seius Strabo                    |
| 15–15             | Aemilius Rectus                        |
| 16–31             | Gaius Galerius                         |
| 31–32             | Vitrasius Pollio (hivatalban halt meg) |
| 32                | Hiberus (helytartóhelyettes)           |
| 32–38             | Aulus Avilius Flaccus                  |
| 39–41             | Gaius Vitrasius Pollio                 |
| 41–42             | Lucius Aemilius Rectus                 |
| 42–45             | Marcus Aevius                          |
| 45–48             | Gaius Julius Postumus                  |
| 48–52             | Gnaeus Vergilius Capito                |
| 54                | Lucius Lusius Geta                     |
| 55–59             | Tiberius Claudius Balbillus Modestus   |
| 59–62             | Lucius Julius Vestinus                 |
| 63–65             | Gaius Caecina Tuscus                   |
| 66–69             | Tiberius Julius Alexander              |
| 70                | Lucius Peducius Colo                   |
| 71–73             | Tiberius Julius Lupus                  |
| 73–74             | Valerius Paulinus                      |
| 78–79             | Gaius Aeterius Fronto                  |
| 80–82             | Gaius Tettius Priscus                  |
| 83                | Lucius Laberius Maximus                |
| 83–84             | Lucius Julius Ursus                    |
| 85–88             | Gaius Septimius Vegetus                |
| 89–92             | Marcus Mettius Rufus                   |
| 92–93             | Titus Petronius Secundus               |
| 94–98             | Marcus Junius Rufus                    |
| 98–100            | Gaius Pompeius Planta                  |
| 100–103           | Gaius Minucius Italus                  |
| 103–107           | Gaius Vibius Maximus                   |
| 107–112           | Servius Sulpicius Similis              |
| 113–117           | Marcus Rutilius Lupus                  |
| 117–119           | Quintus Rammius Martialis              |
| 120–124           | Titus Haterius Nepos                   |
| 126               | Petronius Quadratus                    |
| 126–133           | Titus Flavius Titianus                 |
| 133–137           | Marcus Petronius Mamertinus            |
| 137–142           | Gaius Avidius Heliodorus               |
| 142–143           | Gaius Valerius Eudemon                 |
| 144–147           | Lucius Valerius Proculus               |
| 147–148           | Marcus Petronius Honoratus             |
| 149–154           | Lucius Munacius Felix                  |
| 154–159           | Marcus Sempronius Liberalis            |
| 159–161           | Titus Furius Victorinus                |
| 161               | Lucius Volusius Maecianus              |
| 161–164           | Marcus Annaeus Siriacus                |
| 164–167           | Titus Flavius Titianus                 |
| 167–168           | Quintus Baienus Blasianus              |
| 168–169           | Marcus Bassius Rufus                   |
| 170–174           | Gaius Calvisius Statianus              |
| 174               | Claudius Julianus                      |
| 174–175           | Gaius Calvisius Statianus              |
| 175–176           | Gaius Caecilius Salvianus              |
| 176–177           | Titus Pactumius Magnus                 |
| 178–180           | Titus Taius Sanctus                    |
| 181               | Titus Flavius Piso                     |
| 181–183           | Decimus Veturius Macrinus              |
| 185               | Titus Longaeus Rufus                   |
| 185–187           | Pomponius Faustinianus                 |
| 188               | Marcus Aurelius Verrianus              |
| 189–190           | Tinius Demetrius                       |
| 190               | Claudius Lucilianus                    |
| 192               | Larcius Memor                          |
| 192–194           | Lucius Mantennius Sabinus              |
| 195–196           | Marcus Ulpius Primianus                |
| 197–200           | Quintus Aemilius Saturninus            |
| 200               | Alfenus Appolinarius                   |
| 200–203           | Quintus Maecius Laetus                 |
| 203–206           | Claudius Julianus                      |
| 206–211           | Tiberius Claudius Aquila               |
| 212–215           | Lucius Baebius Aurelius Juncinus       |
| 215               | Marcus Aurelius Heraclitus             |
| 215–216           | Aurelius Antinous                      |
| 216–217           | Lucius Valerius Datus                  |
| 218               | Julius Basilianus                      |
| 218–219           | Callistianus                           |
| 219–221           | Geminius Chrestus                      |
| 222               | Lucius Domitius Honoratus              |
| 222–223           | Marcus Aedinius Julianus               |
| 224               | Marcus Aurelius Epagatus               |
| 229–231           | Claudius Masculinus                    |
| 231               | Marcus Aurelius Zeno Januarius         |
| 232–236           | Maebius Honoratianus                   |
| 236–240           | Lucius Lucretius Annianus              |
| 241–242           | Gnaeus Domitius Priscus                |
| 242–245           | Aurelius Basileus                      |
| 245–248           | Gaius Valerius Firmus                  |
| 249–250           | Aurelius Appius Sabinus                |
| 251–252           | Faltonius Restitutianus                |
| 252–253           | Lissenius Proculus                     |
| 253               | Lucius Titinius Clodianus              |
| 253–256           | Titus Magnus Crescinianus              |
| 258–261           | Mussius Aemilianus                     |
| 269–270           | Tenagino Probus                        |
| 270–273           | Statilius Aemilianus                   |
| 283–284           | Pomponius Januarianus                  |
| C. 297            | Aurelius Optatus                       |
| 335–337           | Flavius Philagrius                     |
| 338–340           | Flavius Philagrius                     |